# Щебетуни
Щебетуни́ — село в Україні, у Нововодолазькій громаді Харківського району Харківської області. Населення становить 128 осіб. Колишній (до 2017) орган місцевого самоврядування — Ордівська сільська рада.

## Географія
Село Щебетуни знаходиться в місці впадіння річки Джгун в річку Вільхуватку. Вище за течією річки Джгун примикає до села Нова Мерефа, нижче за течією річки Вільхуватка примикає до села Вільхуватка, вище по течії — колишнє село Барабаші. Через село проходить залізниця, станція Джгун. Поруч проходить автомобільна дорога М18 (E108).

## Історія
12 червня 2020 року, розпорядженням Кабінету Міністрів України № 725-р «Про визначення адміністративних центрів та затвердження територій територіальних громад Харківської області», увійшло до складу Нововодолазької селищної громади.
19 липня 2020 року, в результаті адміністративно-територіальної реформи та ліквідації Нововодолазького району, село увійшло до складу новоутвореного Харківського району.